# Мавродин, Владимир Васильевич
Влади́мир Васи́льевич Мавро́дин (21 февраля 1908, Кишинёв, Бессарабская губерния — 20 ноября 1987, Ленинград) — советский историк, специалист по истории древнерусской государственности и этнической истории русского народа. Доктор исторических наук (1940), профессор исторического факультета ЛГУ. Заслуженный деятель науки РСФСР (1968).

## Биография
Отец, Василий Константинович (1856—1911) — дворянин, офицер пограничной стражи, начальник пограничной стражи на станции Граево. Мать, Наталья Григорьевна (ум. в 1929) — педагог, воспитатель.
Владимир Васильевич Мавродин родился в Кишинёве, по национальности молдаванин. Детство провёл в Кишинёве, после ранней смерти отца воспитывался матерью. В 1917 году семье пришлось переехать в Рыльск Курской губернии, где мама работала до 1929 года в детском саду, детском доме и школах.
Окончил историческое отделение историко-лингвистического факультета ЛГУ, где учился в 1926—1930 годах, ученик Б. Д. Грекова. Затем был оставлен в аспирантуре Историко-лингвистического института (ЛИЛИ), где на него оказал большое влияние С. Н. Валк, в 1933 году защитил кандидатскую диссертацию «К вопросу о крупном барщинном хозяйстве в XVII веке» (оппонентами были Б. Д. Греков и М. М. Цвибак, выступали также М. Н. Мартынов и А. Н. Малышев), но так как именно это время перестали присуждаться учёные степени, то В. В. Мавродин стал кандидатом исторических наук только в 1938 году.
В 1930—1937 годах — младший, затем старший научный сотрудник ГАИМК, также преподавал в ЛГПИ им. А. И. Герцена. В 1930-е годы сформировались основные научные интересы В. В. Мавродина: история Древней Руси, Россия в XVIII веке (правление Петра I и классовая борьба во второй половине века), историография. Активный участник научных дискуссий довоенного периода, выступал с критикой «левацких» идей М. Н. Покровского.
Последующая деятельность учёного связана с историческим факультетом ЛГУ, на котором он трудился более 50 лет. С 1939 по 1971 год (с перерывами) был деканом факультета, заведовал кафедрой истории СССР. Один из перерывов был связан с войной и эвакуацией: с 1943 по 1944 год В. В. Мавродин возглавлял кафедру истории СССР на историко-филологическом факультете Саратовского университета. С 1940 года — доктор исторических наук (к защите была представлена опубликованная монография «Очерки истории Левобережной Украины»; официальные оппоненты Б. Д. Греков, В. И. Равдоникас и И. И. Яковкин).
В конце 1940-х годов исключался из ВКП(б) «за космополитизм», преподавал в Петрозаводском университете (1952—1953). Избирался депутатом Василеостровского районного совета, членом пленума Василеостровского райкома КПСС, парткома университета и партбюро исторического факультета. В 1970 году В. В. Мавродин баллотировался в члены-корреспонденты АН СССР по Отделению истории, но не был избран. Председатель Головного совета по истории Министерства высшего образования РСФСР (1970—1982).
Супруга — Анна Афанасьевна; сын Валентин (1945—2019) — кандидат исторических наук, доцент СПбГУКИ, специалист по истории оружия.
Похоронен на кладбище города Зеленогорска.

## Награды и звания
- орден «Знак Почёта» (21.02.1944)
- Заслуженный деятель науки РСФСР (1968)

## Память
В память о В. В. Мавродине проводится ежегодная Всероссийская научная конференция «Мавродинские чтения», по материалам которой издаются сборники.

## Основные труды
Научные и научно-популярные книги
- Бакланов Н. Б., Мавродин В. В., Смирнов И. И. Тульские и Каширские заводы в XVII в. — М.: ОГИЗ, 1934. — 160 с. — (Известия Гос. академии истории материальной культуры имени Н. Я. Марра. Вып. 98).
- Мавродин В. В. Образование русского национального государства. — Л.: ОГИЗ. Соцэкгиз, 1939. — 196 с. — 30 000 экз.
- Мавродин В. В. Очерки истории Левобережной Украины : (С древнейших времен до второй половины XIV в.). — Л.: Изд-во ЛГУ, 1940. — 320 с.
  - Мавродин В. В. Очерки истории Левобережной Украины : (С древнейших времен до второй половины XIV в.). — СПб.: Наука, 2002. — 416 с. — (Русская библиотека). — 1000 экз. — ISBN 5-02-026834-8. Архивировано 17 декабря 2024 года.
- Мавродин В. В. Ледовое побоище. — Л.; М.: ОГИЗ. Госполитиздат, 1941. — 16 с. — 74 000 экз.
- Мавродин В. В. Образование русского национального государства. — Л.: ОГИЗ. Госполитиздат, 1941. — 208 с. — 30 000 экз.
- Мавродин В. В. А. А. Брусилов. — М.: ОГИЗ. Госполитиздат, 1942. — 48 с. — 30 000 экз.
- Мавродин В. В. Дмитрий Донской. — М.: ОГИЗ. Госполитиздат, 1942. — 48 с. — (Наши великие предки). — 30 000 экз.
- Мавродин В. В. Борьба русского народа за невские берега. — Л.: Госполитиздат, 1944. — 56 с. — 10 000 экз.
- Мавродин В. В. Образование древнерусского государства. — Л.: Изд-во Ленингр. ун-та, 1945. — 432 с. — 7000 экз.
- Мавродин В. В. Пётр I. — Л.: Госполитиздат, 1945. — 144 с. — 10 000 экз.
- Мавродин В. В. Древняя Русь : (Происхождение русского народа и образование Киевского государства). — М.: ОГИЗ. Госполитиздат, 1946. — 312, [24] с. — 30 000 экз.
- Мавродин В. В. Пётр Первый. — М.: Молодая гвардия, 1948. — 480 с. — (Жизнь замечательных людей). — 45 000 экз.
- Мавродин В. В. Начало мореходства на Руси. — Л.: Изд-во Ленингр. ун-та, 1949. — [3], 148 с. + [2] л. карт.
- Мавродин В. В. Образование единого русского государства / Отв. ред. Д. С. Лихачёв. — Л.: Изд-во Ленингр. ун-та, 1951. — 328 с. — 15 000 экз.
- Мавродин В. В. Русское мореходство на южных морях (Чёрном, Азовском и Каспийском с древнейших времён и до XVI века включительно) / Переплёт художника И. Рыбченко. — Симферополь: Крымиздат, 1955. — 180 с. — 5000 экз.
- Мавродин В. В. Очерки истории СССР : Древнерусское государство. — М.: Учпедгиз, 1956. — 264 с. — 30 000 экз.
- Мавродин В. В., Сладкевич Н. Г., Шилов Л. А. Ленинградский университет : (Краткий очерк). — Л.: Изд-во Ленингр. ун-та, 1957. — 128 с. — 3570 экз.
- Народные восстания в древней Руси XI—XIII вв. — М.: Соцэкгиз, 1961. — 118 с., [1] л. карт.
- Классовая борьба и общественно-политическая мысль в России в XVIII в. (1725—1773 гг.) : (Курс лекций). — Л.: Изд-во Ленингр. ун-та, 1964. — 194 с.
- Борис Дмитриевич Греков (1882—1953). — Л.: Изд-во Ленингр. ун-та, 1968. — 23 с. — (Выдающиеся учёные Ленинградского университета).
- Мавродин В. В. Образование Древнерусского государства и формирование древнерусской народности : Учебное пособие. — М.: Высшая школа, 1971. — 192 с. — 11 000 экз.
- Мавродин В. В. Под знаменем Крестьянской войны / Оформление художника Б. Трофимова. — М.: Мысль, 1974. — 152, [1] с. — 25 000 экз.
- Мавродин В. В. Классовая борьба и общественно-политическая мысль в России в XVIII веке (1773—1790 гг.) : Курс лекций. — Л.: Изд-во ЛГУ, 1975. — 216 с. — 4600 экз.
- Ежов В. А., Мавродин В. В. Ленинградский университет в годы Великой Отечественной войны. — Л.: Изд-во ЛГУ, 1975. — 88, [16] с.
- Мавродин В. В. Основание Петербурга. — Л.: Лениздат, 1978. — 232 с. — 25 000 экз.
  - Мавродин В. В. Основание Петербурга. — 2-е изд. — Л.: Лениздат, 1983. — 208, [32] с. — (Библиотека молодого рабочего). — 100 000 экз.
- Мавродин В. В. Происхождение русского народа. — Л.: Изд-во ЛГУ, 1978. — 184 с. — 76 560 экз.
- Мавродин В. В., Мавродин Вал. В. Из истории отечественного оружия : Русская винтовка. — Л.: Изд-во ЛГУ, 1981. — 112 с.
  - . — 2-е изд. — Л.: Изд-во ЛГУ, 1984. — 168 с. — 30 000 экз.
- Мавродин В. В. Рождение новой России. — Л.: Изд-во ЛГУ, 1988. — 536 с. — 30 000 экз. — ISBN 5-288-00114-6.
- Мавродин В. В. Древняя Русь. — СПб.: Русский мир, 2009. — 392 с. — 1500 экз. — ISBN 978-5-904088-01-9.
- Мавродин В. В. Древняя и средневековая Русь. — СПб.: Наука, 2009. — 722 с. — (Русская библиотека). — ISBN 978-5-02-026311-6.

Статьи
- Искажение М. Н. Покровским вопросов истории образования Русского государства // Ученые записки / Ленингр. гос. ун-т. — 1938. — Т. 4, № 19. — С. 163—185.
- К вопросу о складывании великорусской народности и русской нации // Советская этнография. — 1947. — № 4.
- О народных движениях в Галицко-Волынском княжестве XII—XIII веков // Учёные записки / Ленингр. гос. ун-т. — 1939. — № 48. — С. 3—15.
- Советская историческая литература о крестьянских войнах в России в XVII—XVIII вв. // Вопросы истории. — 1961. — № 5.
- Охота в Киевской Руси // Охотничьи просторы. — М., 1962. — Т. 18.
- Советская историография Древнерусского государства // Вопросы истории. — 1967. — № 12.
- Советская историография крестьянских войн в России // Советская историография классовой борьбы и революционного движения в России. — Л., 1967. — Ч. 1. — С. 53—82.
- Мавродин В. В., Фроянов И. Я. В. И. Ленин и некоторые проблемы истории Киевской Руси // Вестник Ленинградского университета. — 1970. — № 8.
- Мавродин В. В., Фроянов И. Я. Ф. Энгельс и некоторые вопросы эволюции общинного землевладения на Руси X—XII вв. // Советская этнография. — 1972. — № 1.
- Русские участники мятежа Бениовского и их плавание на Мадагаскар и в Европу // Проблемы отечественной и всеобщей истории. — Л., 1973. — Вып. 2. — С. 103—110.
- Мавродин В. В., Сот Р. Ш. Советская историография отечественного стрелкового оружия XIX — начала XX в. // Вестник Ленинградского университета. — 1976. — № 14.
- Валентин Пикуль // Аврора. — 1978. — № 3.
- Тмутаракань // Вопросы истории. — 1980. — № 11.